# Tennessee's Pardner
Tennessee's Pardner er en amerikansk stumfilm fra 1916 af George Melford.

## Medvirkende
- Fannie Ward som Tennessee
- Jack Dean som Jack Hunter
- Charles Clary som Tom Romaine
- Jessie Arnold som Kate Kent
- Ronald Bradbury som Bill Kent